# Fallersleber Straße (Braunschweig)

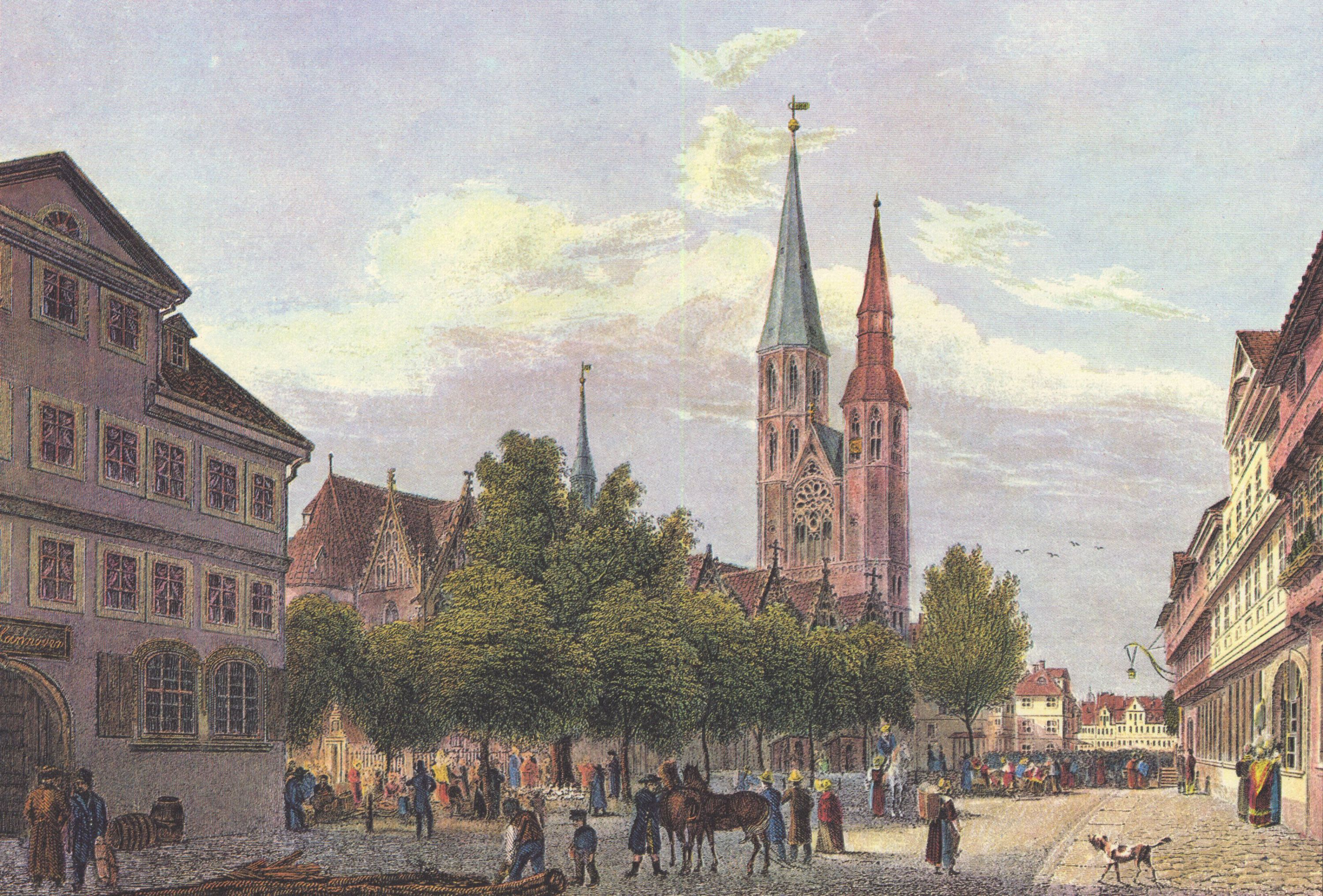
Blick auf die Katharinenkirche und den Hagenmarkt um 1840 (Stahlstich von Johann Poppel, nach einer Zeichnung von Wilhelm Pätz)

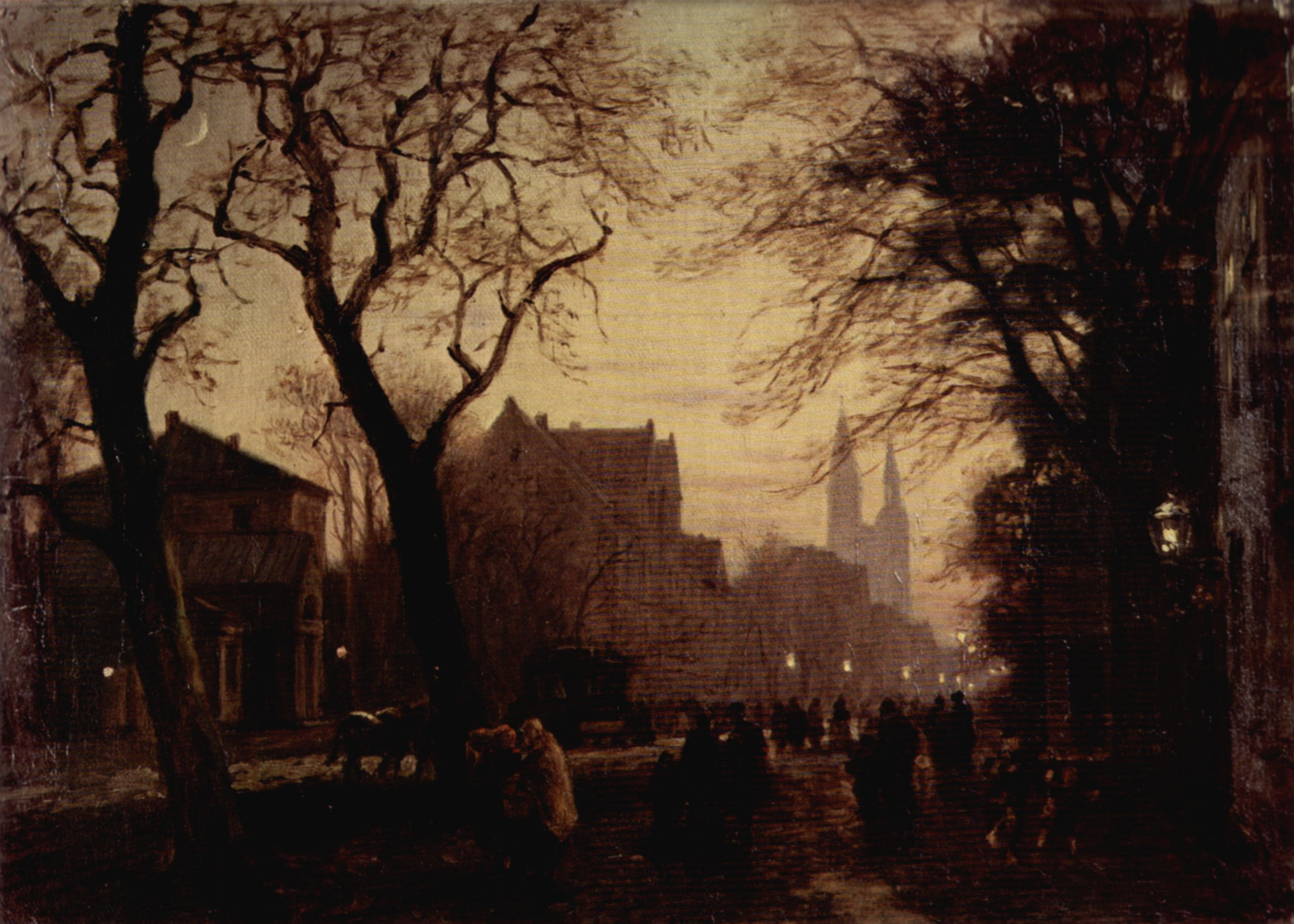
Die Fallersleber Straße, Gemälde von Johannes Leitzen, um 1870

Die Fallersleber Straße ist eine etwa 700 m lange Straße in Braunschweig. Sie verläuft zwischen dem Hagenmarkt im Westen und dem Theaterwall im Osten und hat drei große Kreuzungen: Bohlweg und Wendenstraße; Wilhelmstraße; Schöppenstedter Straße und Neue Knochenhauerstraße.

## Geschichte
Die Fallersleber Straße war eine Fernstraße, die in ostnordöstlicher Richtung über Gardelegen bis nach Tangermünde führte. Benannt wurde sie nach der nächstgelegenen Ortschaft Fallersleben. Urkundlich erwähnt wurde sie bereits im Jahr 1239 als Vallerslevestrate. Sie wurde mit der Urbarmachung des Hagens angelegt. Sie erstreckte sich von der Wendenstraße bis zum inneren Fallersleber Tor in der Nähe des Hauses Nr. 1687. Der Streckenabschnitt von der Wendenstraße bis zur Wilhelmstraße (früher am Steingraben und am Wendengraben) mit den Häusern Nr. 1612 bis 1619 hatte zeitweise abweichende Namen (1407, „tigen dem kerchove“, 1532 „tigen sunte Katharinen kerchove“ oder um 1584 „gegen St. Catharinen kerchove belegen“). Das Eckhaus Nr. 1865 wurde 1527 als „dat orthus am graven, wen men van sunte Katharinen na dem Vallerslevedore gan well“ bezeichnet. Die Häuser, die sich nahe dem Fallersleber Tor befanden, hießen 1403 und 1523 die „Häuser vor dem Vallerslevedore“, wurden jedoch 1428 und 1520 zur Fallersleberstraße zugehörig genannt. Der Bereich der Häuser Nr. 1688 bis 1690 ist 1544 mit „sunte Ilsebe“ für das St. Elisabeth Stift erwähnt, das vermutlich im 15. Jahrhundert gegründet wurde. In dem Haus Nr. 1694 wurde 1733 das Lazaretthaus der Garnison eingerichtet. Der östliche Teil dieses Grundstücks beherbergte das Offizierskasino, dort befand sich bereits im Jahr 1305 eine Badestube, die „Vallerslevedorstoven“. Die Straße selbst ist auf alten Karten auch unter den Namen „Valslebisch Stras“ (1606), „Fallerslöbsche“ (1671) oder „Fallerslebische Strasse“ (1731 und 1758) verzeichnet. Viele der Gebäude wurden bei den Bombenabwürfen im Zweiten Weltkrieg zerstört. Seit dem Wiederaufbau besteht die Bebauung der Straße überwiegend aus vierstöckigen Wohngebäuden. Vor dem Krieg hatte es hier Patrizierhäuser und kleinere Fachwerkbauten gegeben.

## Historische Gebäude
Das Eckhaus Nr. 8 (Bierbaumsches Haus), das sich von 1424 bis 1597 im Besitz der Familie von Peine befand, wurde zunächst als Fachwerkbau errichtet. Im Jahr 1523 ließ Meine III. von Peine es zu einem Steinhaus umbauen. Es schloss zur Wilhelmstraße hin die Giebelfront der älteren Kemenate mit ein. In den Jahren 1858 bis 1859 fand eine Renovierung des Hauses statt. An der Frontseite des Hauses, die zur Fallersleber Straße zeigte, war ein Wappenstein in den Rundbogen des Hauptportals eingesetzt. Zu dem Anwesen gehörten weitere Gebäude, die sich im Innenhof befanden. Das Haus wurde 1944 zerstört. In dem Haus Fallersleber Straße Nr. 20 befand sich seit dem 20. Januar 1930 die Textilfirma von Nathan Rosenstock, für die Miete waren 300 Reichsmark pro Jahr zu entrichten. Von den historischen Bauten und ehemaligen Geschäften ist nichts erhalten geblieben.
Historische Anlieger „auf der Fallersleber Straße“ (up der Vallerslevestrate)
- 1376: Bäcker Ludeke van Equorde und Haus des Heneke Vocke
- 1386: Haus des Hermen van Dasle und Haus des Hans van Peyne mit zugehörigen Buden
- 1387: Knochenhauer Wichman

## Anlieger
Das Amt für Bürgerangelegenheiten befand sich bis November 2018 in der Fallersleber Straße 1 und musste wegen Sanierungsarbeiten in die Friedrich-Seele-Straße 7 verlegt werden. Der Löwenbrunnen befindet sich an der Stelle, an der sich vor dem Krieg die Eisenwarenhandlung von Theodor Bollmann befand.